# Беркет (Індіана)
Беркет (англ. Burket) — місто (англ. town) в США, в окрузі Косцюшко штату Індіана. Населення — 123 особи (2020).

## Географія
Беркет розташований за координатами 41°9′18″ пн. ш. 85°58′7″ зх. д. / 41.15500° пн. ш. 85.96861° зх. д. (41.154897, -85.968731).  За даними Бюро перепису населення США в 2010 році місто мало площу 0,18 км², уся площа — суходіл.

## Демографія
Згідно з переписом 2010 року, у місті мешкало 195 осіб у 68 домогосподарствах у складі 45 родин. Густота населення становила 1056 осіб/км².  Було 74 помешкання (401/км²).
Расовий склад населення:
| - 96,9 % — білих - 2,6 % — корінних американців |

До двох чи більше рас належало 0,5 %. Частка іспаномовних становила 3,6 % від усіх жителів.
За віковим діапазоном населення розподілялося таким чином: 32,8 % — особи молодші 18 років, 55,4 % — особи у віці 18—64 років, 11,8 % — особи у віці 65 років та старші. Медіана віку мешканця становила 34,3 року. На 100 осіб жіночої статі у місті припадало 80,6 чоловіків;  на 100 жінок у віці від 18 років та старших — 87,1 чоловіків також старших 18 років.
Середній дохід на одне домашнє господарство  становив 40 472 долари США (медіана — 40 938), а середній дохід на одну сім'ю — 47 248 доларів (медіана — 44 000). Медіана доходів становила 47 500 доларів для чоловіків та 18 750 доларів для жінок. За межею бідності перебувало 29,7 % осіб, у тому числі 45,9 % дітей у віці до 18 років та 20,8 % осіб у віці 65 років та старших.
Цивільне працевлаштоване населення становило 57 осіб. Основні галузі зайнятості: виробництво — 43,9 %, освіта, охорона здоров'я та соціальна допомога — 22,8 %, роздрібна торгівля — 8,8 %, транспорт — 7,0 %.